# Кеннет Кларк
Кеннет Гаррі Кларк (англ. Kenneth Harry Clarke; нар. 2 липня 1940, Вест-Бриджфорд, Ноттінгемшир, Англія) — британський політик і державний діяч, консерватор. З 11 травня 2010 до 4 вересня 2012 — лорд-канцлер і міністр юстиції Великої Британії. З 4 вересня 2012 — міністр без портфеля.

## Міністерські посади
Незважаючи на те, що він був затятим захисником куріння тютюну, був призначений міністром охорони здоров'я в 1988 році. Два роки тому він був призначений міністром освіти в останні тижні уряду Маргарет Тетчер.
Міністр внутрішніх справ (10 квітня 1992 — 27 травня 1993), канцлер скарбниці (27 травня 1993 — 2 травня 1997) в уряді Джона Мейджора.

## Особисте життя
Кларк одружився з Джилліан Едвардс у листопаді 1964 року. У них народилися син і дочка. Кларку подобається джаз, сигари, автоспорт і класичні автомобілі. Він також любить дивитися спортивні змагання. Кларк є вболівальником футбольного клубу «Ноттінгем Форест».